# Granola
 (novembre 2023).
Si vous disposez d'ouvrages ou d'articles de référence ou si vous connaissez des sites web de qualité traitant du thème abordé ici, merci de compléter l'article en donnant les références utiles à sa vérifiabilité et en les liant à la section « Notes et références ».
Pour les articles homonymes, voir Granola (homonymie).
Le granola est un mélange de graines d'oléagineux (amandes, noisettes, noix, noix de cajou) et éventuellement d'avoine et de miel.

## Origine

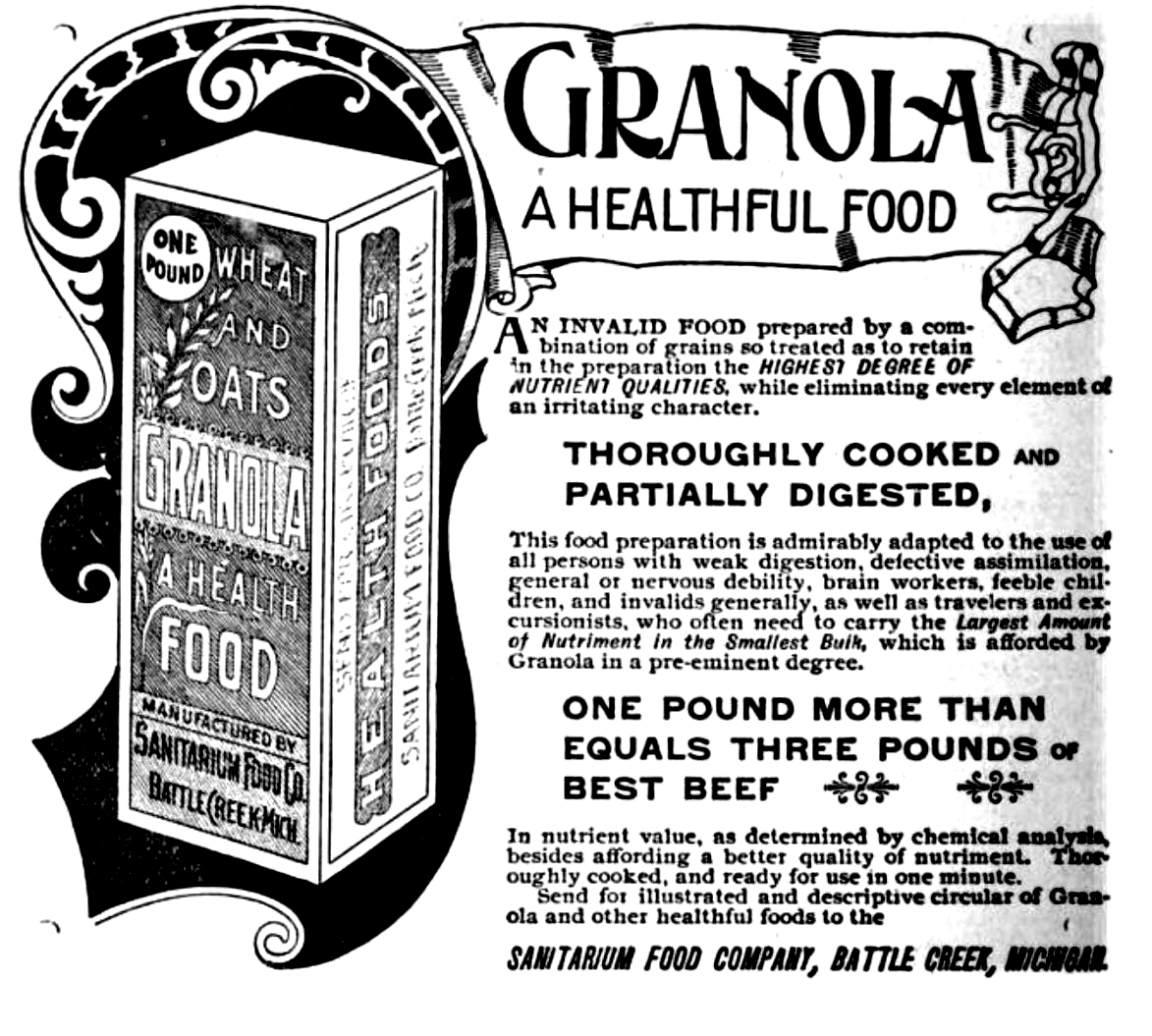
Une publicité pour le Granola de Kellogg's en 1893.

Le mélange a été créé aux États-Unis. En 1863, le docteur James Caleb Jackson (en), gérant d'un établissement de cure à New York, utilise pour sa fabrication une pâte de farine Graham (en) étalée en fine couche et cuite au four, et l'appelle Granula.
Peu après, le docteur John Harvey Kellogg, directeur d’un centre hospitalier, propose à ses patients des préparations diététiques, à base de céréales, qu’il appelle aussi Granula. Poursuivi en justice par James Jackson en 1889, il doit changer le nom de sa recette, et choisit de déposer le nom Granola.

## Recette

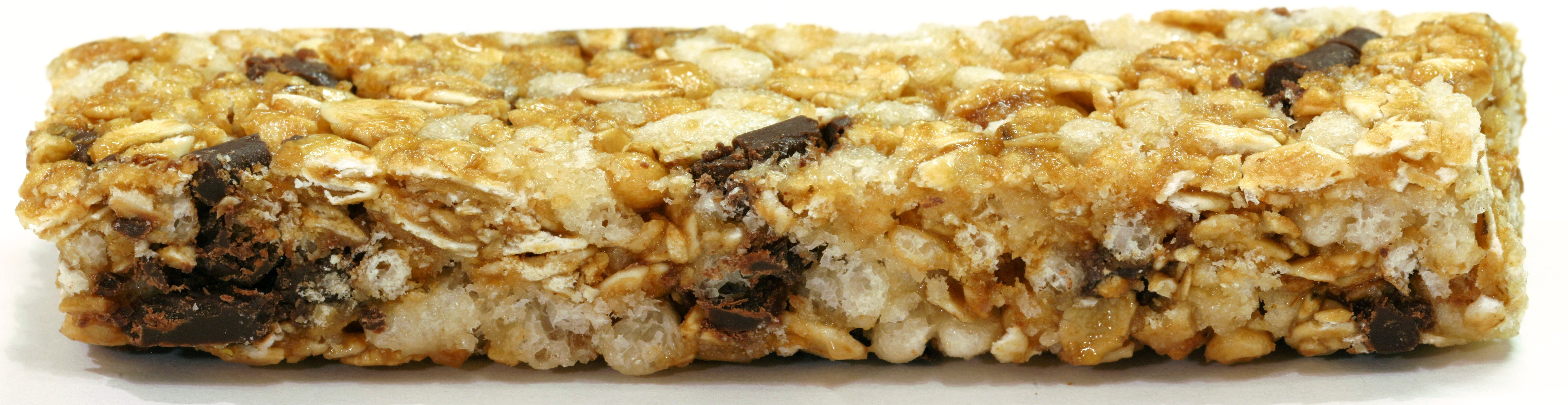
Barre de céréales Granola.

Apparenté au muesli (qui est d'origine suisse alémanique), il peut être consommé cru, déshydraté à basse température, ou cuit et présenté sous forme de tablette.
Le granola, contrairement au muesli, est passé au four pour obtenir des pépites croustillantes. La matière grasse et le sucre (ou miel, sirop d'érable, sirop d'agave) ajouté pour la caramélisation, le rendent moins diététique que le muesli.
Sa popularité est due aux hippies américains qui l'ont adopté, dans les années 1960, pour ses vertus naturelles et nourrissantes. Granola est devenu un surnom donné aux hippies, en argot américain.